# 放足
放足即為反纏足（裹腳）運動，主要盛行於20世紀。
中华人民共和国成立後，缠足后又放足的脚，被當時人称做“解放脚”，而裹脚造成的脚部畸形已无法挽回。

## 历史
清朝中後期的太平天國，首先開始推行反纏足，但最後未能成功。到了清朝末期，纏足被當時傳教士與部分知識分子們，視為中國社會落後的象徵之一，並認為纏足造成中國婦女的柔弱，進而影響到整個民族及國家的力量，因此開始推行反纏足運動，成立許多天足會。清末思想家康有为反对缠足，因拒绝为女儿缠足遭到了家乡人的强烈反对。
辛亥革命建立中華民國。1912年3月，中华民国临时大总统孙中山命令通饬全国劝禁缠足。民国时期，纏足風俗開始從沿海大城市消失，並逐漸影響到內陸地區。1920年的放足个案中，年轻的女教师为学生放足，家长则是“平静的接受”。纏足風俗的完全消失，最晚則要到1940年代甚至1950年代。在描述云南省玉溪市通海县六一村缠足妇女群体的书籍中，1943年、1946年开始缠足的女子在“中华人民共和国成立前后，缠缠放放，放放缠缠”，以致成为“解放脚”。
臺灣的纏足風俗在日治時期時，與鴉片、薙髮列為三大傳統陋習，並受到嚴格取締。當時臺灣成立許多「天足會」，鼓勵婦女遺棄舊習，一時成為風尚。

## 臺灣的放足運動
臺灣的解纏足運動是在日治時期開始。當時統治臺灣的日本總督府舉辧「內地觀光」，向臺灣仕紳展現文明、進步的形象，1899年12月5日本地仕紳黃玉階在一場士紳聚會中提出解纏足的議題，頗受與會者支持，於是在1900年創立「台北天然足會」，發起解纏足運動。當時解纏足的阻力來自於擔心天然足影響婚姻，因此足會內規中約定會員之幼子未來不娶未放足的女子、會員所生子女相互嫁娶。臺灣總督府則透過教育、引入產業、形象宣揚等方式加以誘導。根據1905年和1915年兩次戶口調查的資料，女性纏足的比例由56.94%降為17.36%，連已經纏足的少女，都可在成長過程中放足。總督府見風氣已成，遂在1915年《保甲規約》中正式將纏足列為禁止事項。